# Фредді ван дер Гус
Фредері́ка (Фре́дді) Джако́ба ван дер Гус (англ. Frederika "Freddie" Jacoba van der Goes; 26 листопада 1908 — 24 жовтня 1976) — південноафриканська плавчиня, бронзова призерка літніх Олімпійських ігор 1928 року.
Учасниця літніх Олімпійських ігор 1928 року в Амстердамі (Нідерланди).
Брала участь у змаганнях з плавання на дистанції 400 метрів вільним стилем, де посіла 5-е місце з результатом 6:07.2.
У складі жіночої четвірки разом з Мері Бедфорд, Родою Ренні та Кетлін Рассел виборола бронзову олімпійську медаль в естафеті 4×100 метрів вільним стилем з результатом 5:13.4.